# Lange Grube
Die Lange Grube ist ein am 22. April 1987 vom Regierungspräsidium Tübingen durch Verordnung ausgewiesenes Naturschutzgebiet auf dem Gebiet der Gemeinde Unlingen im Landkreis Biberach.

## Lage
Das Gebiet befindet sich etwa 3 km nördlich der Ortschaft Unlingen und 2 km südlich von Zwiefaltendorf. Das Gebiet gehört zum Naturraum der Donau-Ablach-Platten.

## Schutzzweck
Der Schutzzweck ist laut Verordnung „Erhaltung der aufgelassenen Kiesgrube als Lebensraum für zahlreiche Tierarten (vor allem für seltene Vogelarten und eine Fülle von Amphibien und Schmetterlingen), ferner die Erhaltung der Rohböden als Standort für eine Pionier‑ und Ruderalvegetation.“

## Landschaftscharakter
Das Naturschutzgebiet umfasst eine aufgelassene, nicht rekultivierte Kiesgrube. In ihr finden sich mehrere Kleingewässer und verschiedene Sukzessionsstadien von Pionierrasen bis zu Feuchtgebüschen. Die Kiesgrube wird durch regelmäßige Pflegemaßnahmen offen gehalten.

## Flora und Fauna
Die Lange Grube ist Lebensraum für zahlreiche Tierarten und stellt insbesondere für die Amphibienfauna, insbesondere den europarechtlich geschützten Nördlichen Kammmolch ein bedeutendes Gebiet dar.

## Zusammenhängende Schutzgebiete
Das Gebiet ist Teil des FFH-Gebiets Donau zwischen Munderkingen und Riedlingen.